# Абашидзе Григол Григорович
Григо́л Григо́рович Абаши́дзе (1 серпня (19 липня) 1913, село Зеда Ргані, тепер Чіатура, Грузія — 29 липня 1994, Тбілісі, Грузія) — грузинський радянський поет, прозаїк, драматург, перекладач, громадський діяч. Академік АН Грузинської РСР (1979), Герой Соціалістичної Праці (27.09.1974), лауреат Сталінської премії (1951), 1-й секретар та голова правління Спілки письменників Грузії. Депутат Верховної Ради СРСР 8—11-го скликань.

## Життєпис
Народився в селі Зеда Ргані поблизу Чіатури в родині колишнього власника «Чіатурмарганця», підприємства з видобутку та збагачення марганцевих руд у місті Чіатура (Імеретія).
У 1931 році закінчив середню школу в Тифлісі. У 1936 році закінчив філологічний факультет Тбіліського державного університету імені Й. В. Сталіна.
Друкуватися почав з 1934 року. З 1936 року — молодший науковий співробітник літературного музею. Працював у 1941—1942 роках відповідальним секретарем журналу «Мнатобі», у 1944—1950 роках — головним редактором гумористичного журналу «Ніангі».
Член ВКП(б) з 1944 року.
У 1944 році в співавторстві з Олександром Абашелі написав текст гімну Грузинської РСР.
З 1967 до 1973 року — 1-й секретар правління, з 1973 до 1981 року — голова правління Спілки письменників Грузинської РСР. З 1970 року — секретар правління Спілки письменників СРСР. Також був головою Комітету із державних премій при РМ Грузинської РСР.
У літератуному доробку Абашидзе виокремлюють поеми «Весна в Чорному місті» (1938), «Непереможний Кавказ» (1943), «Мати» (1946); цикли віршів — «На південному кордоні», «Ленін у Самгорі» (Сталінська премія, 1950), історичний роман «Лашарела» (1957) та науково-фантастична трагікомедія «Подорож у три часи» (1961; рос. 1963). Перекладач Пушкіна, Франка. Окремі твори Абашидзе присвячені Україні («Україна Давида Гурамішвілі», «Україні»).

## Нагороди та відзнаки
- Герой Соціалістичної Праці (27.09.1974)
- два ордени Леніна (2.07.1971; 27.09.1974)
- орден Жовтневої Революції (31.07.1984)
- орден Трудового Червоного Прапора (17.04.1958)
- орден «Знак Пошани» (24.02.1946)
- Сталінська премія ІІ ступеня (1951) — за цикли віршів «На південному кордоні» (1949) та «Ленін у Самгорі» (1950)
- Державна премія Грузії (1994, посмертно)
- Почесний громадянин Тбілісі (1984)[4].

## Твори
- Укр. перекл. — Вин.: Читець-декламатор. К., 1953; В кн.: Радянська література народів СРСР. К., 1952;
- Рос. перекл. — Избранное. Тбилиси, 1958.